# 한신 전기 철도
한신 전기 철도 주식회사(阪神電気鉄道株式会社, Hanshin Electric Railway Co.,Ltd.)는 일본의 긴키 지방에 노선을 갖고 있는 민간 전철 회사이다. 오테 사철(大手私鉄)이라고 불리는 대규모 전철 회사의 하나이며 일반적인 약칭은 한신이다.
오사카와 고베를 연결하는 전철 노선과 그 연선의 버스 노선을 운영하고 있으며, 회사 이름은 오사카(大阪)와 고베(神戶)에서 한 자씩 딴 것이다.
프로 야구 팀 한신 타이거스의 구단주로서도 알려지고 있다.

## 역사
1899년 6월에, 회사명을 셋츠 전기 철도 주식회사로서 사장에게 소토야마 수장을 맞이해 설립. 같은 해 7월에 한신 전기 철도 주식회사로 개칭하여, 1905년 4월에 고베(산노미야) - 오사카(데이리바시) 간의 영업을 개시했다.
- 1899년 6월 12일: 셋츠 전기 철도 로 회사 설립(자본금 150만엔)
- 1899년 7월 7일: 한신 전기 철도로 사명 변경.
- 1902년: 도쿄 증권거래소, 오사카 증권거래소에 상장.
- 1905년 4월 12일: 고베（산노미야） - 오사카（데이리바시）구간 개통.
- 1914년 8월 18일: 기타오사카 선 개통.
- 1924년 1월 20일: 덴보 선（현재의 한신 난바 선）개통
- 1926년 7월 1일: 고시엔 선 개통.
- 1928년 4월 1일: 한신 구니미치 전기궤도와 합병、구니미치 선 개통.
- 1929년 4월 14일: 시라자키 해안 선 개통.
- 1933년 3월: 부대사업으로서、(구) 우메다 정류장에「한신 마트」를 오픈（한신 백화점의 전신).
- 1933년 6월 17일: 이와야 - 산노미야 구간의 지하신칸센 개업.
- 1943년 11월 21일: 무코가와 선 개통.
- 1949년 11월 17일: 한신 구니미치 자동차（한신 버스)를 합병.
- 1954년 9월 15일: 첫 대형 철도 차량 3011형 도입. 우메다 - 산노미야 구간 논스톱 특급 열차 운행 개시.
- 1957년 4월 17일: 백화점 사업을 분리 독립하는 형태로, 주식회사 한신백화점이 설립.
- 1958년 7월 24일: 제트카 5001형(초대) 영업 운행 개시.
- 1962년 12월 1일: 시라자키 해안 선 폐지.
- 1968년 4월 7일: 고베 고속 철도가 개업. 산요 전기 철도와 상호 직통 운행 개시.
- 1970년 7월 1일: 일본 최초의 전기차 초퍼 제어장치 채용의 7001 · 7101형 영업 운행 개시.
- 1975년 5월 6일: 구니미치 선 ・ 고시엔 선 ・ 기타오사카 선 폐지.
- 1977년 12월 27일: 전선을 궤도법에 의해 기초를 두는 궤도로부터 지방철도 법에 근거하는 철도로 변경.
- 1983년 4월 30일: 전 차량의 냉방화 완료. 일본의 민영 철도계에서 처음.
- 1988년 4월 1일: 모토마치 - 니시다이 구간의 제2종 철도 사업(제3종 철도 사업자：고베 고속 철도) 개시.
- 1995년 1월 17일: 한신・아와지 대지진 발생。이시야가와 차고 및 각선이 재해. 적동차 33량、청동차 8량의 합계 41량이 폐차.
- 1995년 1월 18일: 니시오사카 선 운행 재개。
- 1995년 1월 26일: 무코가와 선 복구.
- 1995년 6월 26일: 본선 전선 복구.
- 1995년 11월 1일: 5500계 영업 운행 개시.
- 1996년 3월 20일: 이시야가와 차고 복구. 9000계 영업 운전 개시 에 지진 재해전의 차량수 복구.
- 1996년 3月20日: 스르트 KANSAI에 대응「라쿠양 카드」발매.
- 1998년 2월 15일: 우메다 - 산요 히메지 구간 직통 특급 열차 운행 개시.
- 2001년 3월 10일: 9300계 영업 운행 개시.
- 2005년 10월 1일: 주식 교환에 의해, 주식회사 한신백화점을 완전 자회사화.
- 2006년 2월 1일: PiTaPa 도입.한신은 CoCoNet PiTaPa 카드를 발행.동시에 ICOCA도 이용 가능하게.
- 2006년 6월 27일: 한큐 홀딩스가 실시한 한신 전기철도의 TOB 성립에 의해 구매의 결제를 해 한큐 홀딩스의 자회사(64.76%)가 된다.
- 2006년 6월 29일: 주주 총회에서 한큐 홀딩스와의 경영 통합 승인.
- 2006년 9월 26일: 도쿄 증권 거래소・오사카 증권 거래소 상장 폐지.
- 2006년 10월 1일: 한큐 한신 홀딩스(구 · 한큐홀딩스)의 완전 자회사가 된다. 전후 첫 대기업 사철의 경영 통합이 되었다.
- 2007년 10월 1일: 지금까지의 CoCoNet PiTaPa 카드에 대신해 STACIA 카드를 발행.
- 2007년 10월 5일: 1000계 열차 영업 운행 개시.
- 2009년 3월 20일: 한신 난바 선 개통。긴키 닛폰 철도와 상호 직통 운행 개시. 니시오사카 선의 기설 구간도 한신 난바 선으로 개칭.
- 2009년 4월 1일: 간이 회사 분할에 의해 직영 버스 사업(자동차부, 한신 전철 버스)을 자회사의 한신 버스에 전면 이관(2006년에 일부 사업을 이관제).
- 2010년 12월 29: 5550계 열차 영업 운행 개시.
- 2011년 9월 1일: 전선 각 역에 대해, 구내 전면 금연화.
- 2013년 3월 23일: Kitaca, PASMO, Suica, manaca, TOICA, nimoca, 하야카켄, SUGOGA 카드 사용 개시.
- 2013년 7월 1일: 연선 활성화 프로모션 개시. 캐치프레이즈 '중요하게 딱. 한신전차'를 제정.
- 2014년 3월 22일: 킨테츠 카시코지마 - 한신 고베 산노미야 간 킨테츠 단체전용 임시 특급열차 직통운행 개시.
- 2014년 4월 1일: 한신선 전 구간에 역 번호 도입.
- 2014년 5월 17일: 킨테츠 나고야 - 한신 코시엔 간 킨테츠 단체전용 임시 특급열차 직통운행 개시.
- 2015년 8월 24일: 5700계 열차 영업 운행 개시.
- 2016년 5월 24일: 5700계 열차 블루리본상 수상.
- 2018년 3월 17일: 스마트폰용 어플 '한신어플' 개시.
- 2018년 4월 1일: 부동산사업을 한큐한신부동산으로 양도.
- 2019년 1월 21일: 대만의 타오위안메트로 유한공사와 연대협정을 체결. 3월부터 한신 전기철도에서 대만 사양의 랩핑 열차 운행 예정.
- 2019년 3월 1일: 후불형 IC카드 'ICOCA' 및 'ICOCA 정기권'의 발행을 개시할 예정. 더불어 '한큐 한신 노세 호쿠신급행 레일웨이카드'의 발매를 2월 28일부로 종료할 예정.

## 철도 노선

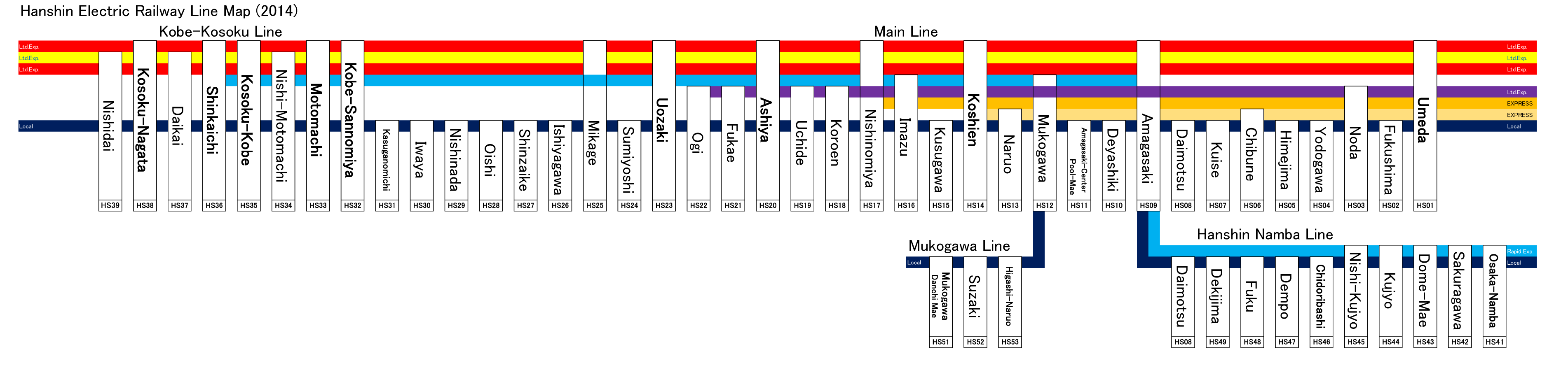

- 본선(本線): 우메다역(오사카부 오사카시 기타구) - 모토마치역(효고현 고베시 주오구)
- 한신 난바 선(阪神なんば線): 아마가사키 역(효고 현 아마가사키시) - 오사카난바 역(오사카 부 오사카 시 주오구)
- 무코가와 선(武庫川線): 무코가와 역 - 무코가와단치마에역(효고 현 니시노미야시)
- 고베 고속선(神戸高速線): 모토마치 역 - 니시다이 역 (효고 현)

## 차량

### 본선・난바선
- 5700계（2016년 철도 친목회 블루리본상 수상）
- 5550계
- 5500계
- 5001계
- 1000계
- 9300계
- 9000계
- 8000계
- 5131계·5331계
- 7890계·7990계

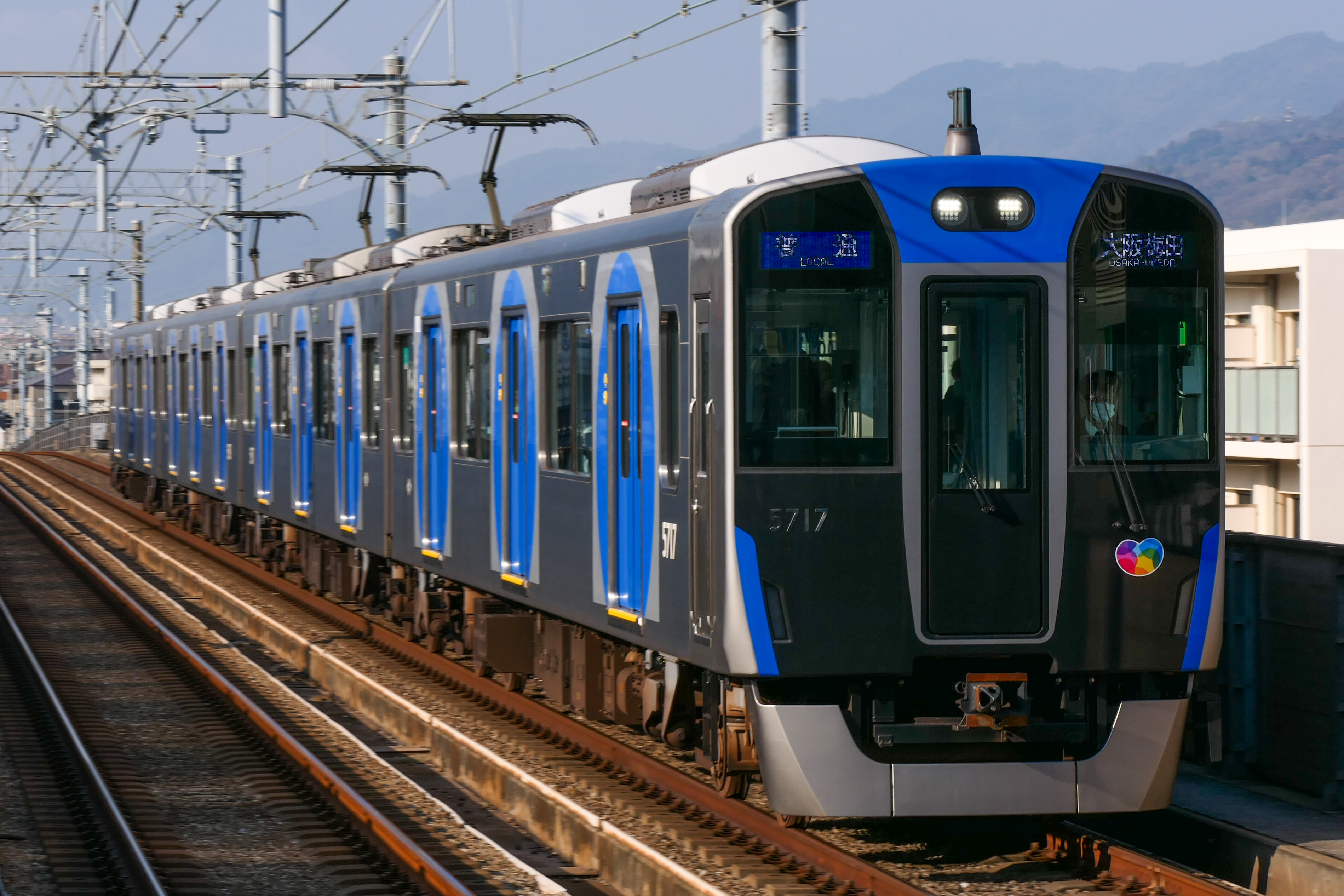
5700계
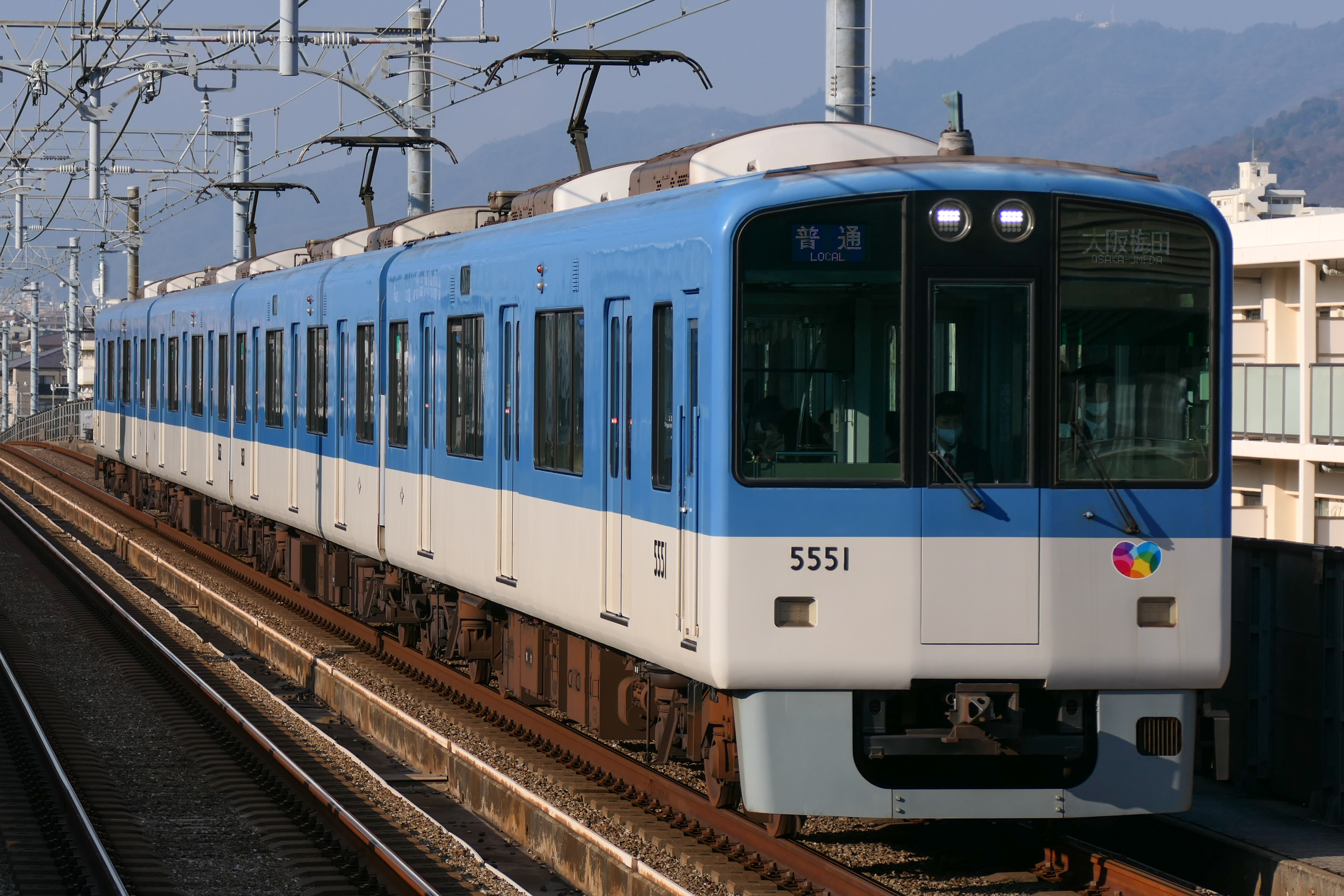
5550계
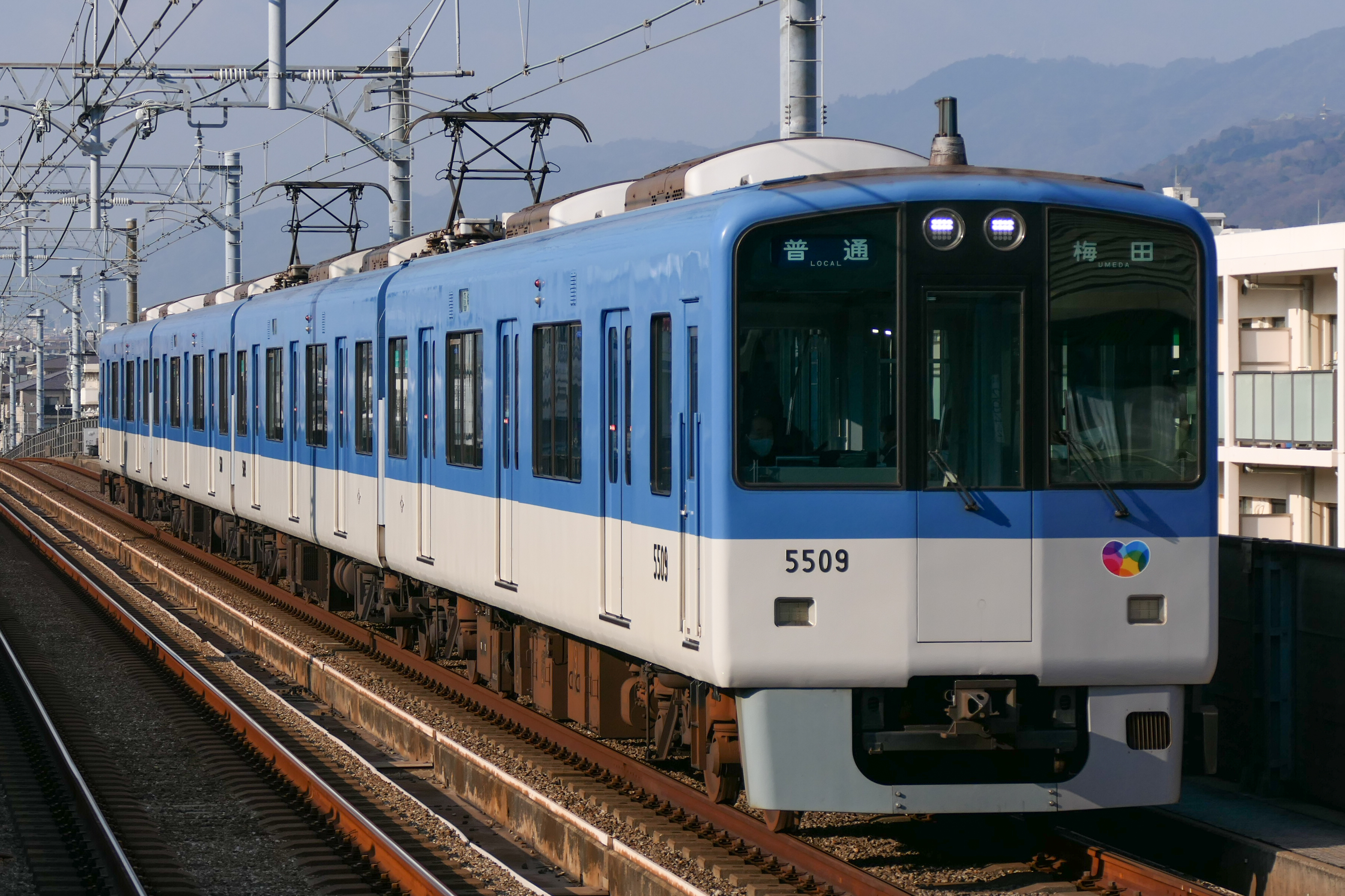
5500계
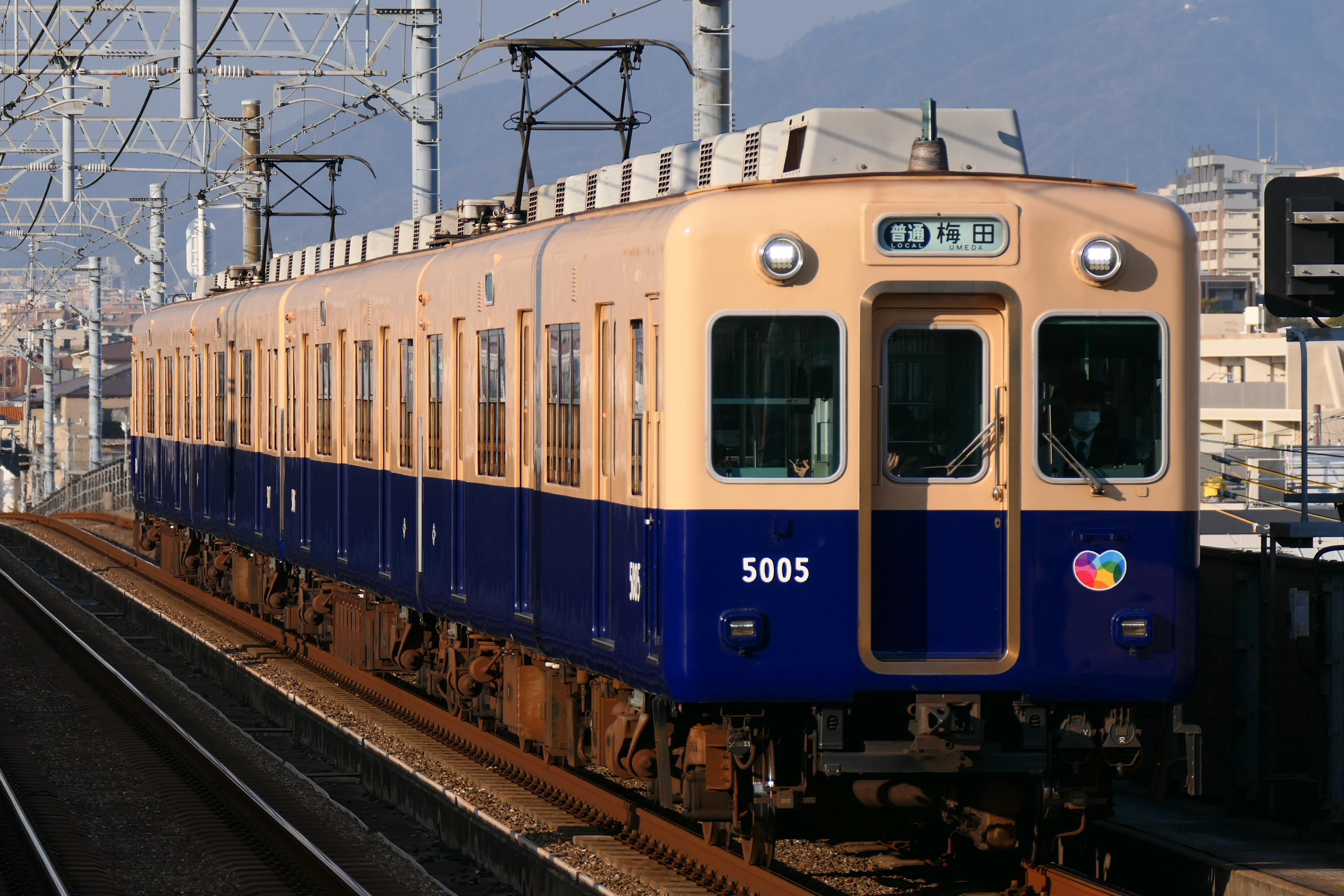
5001계
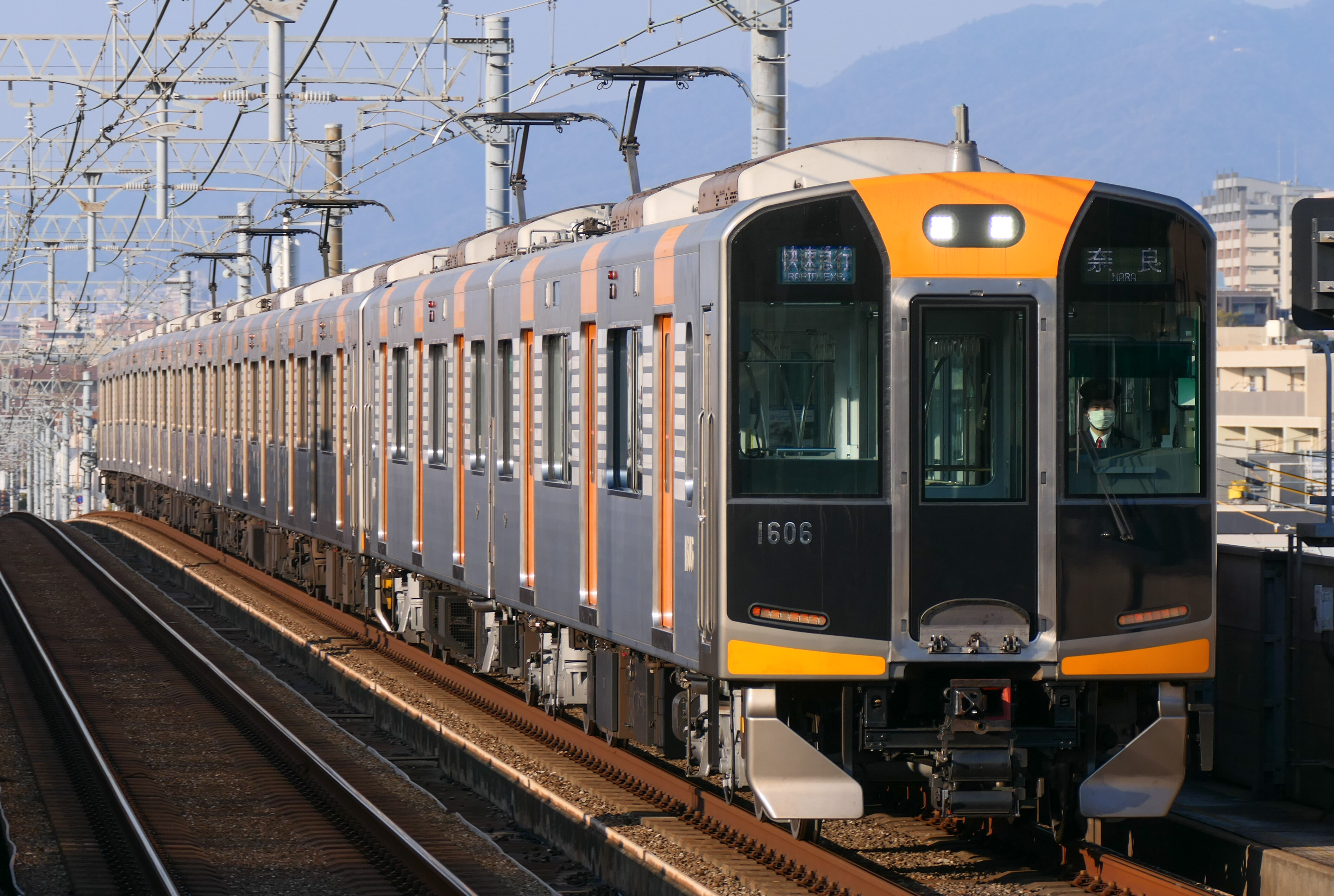
1000계
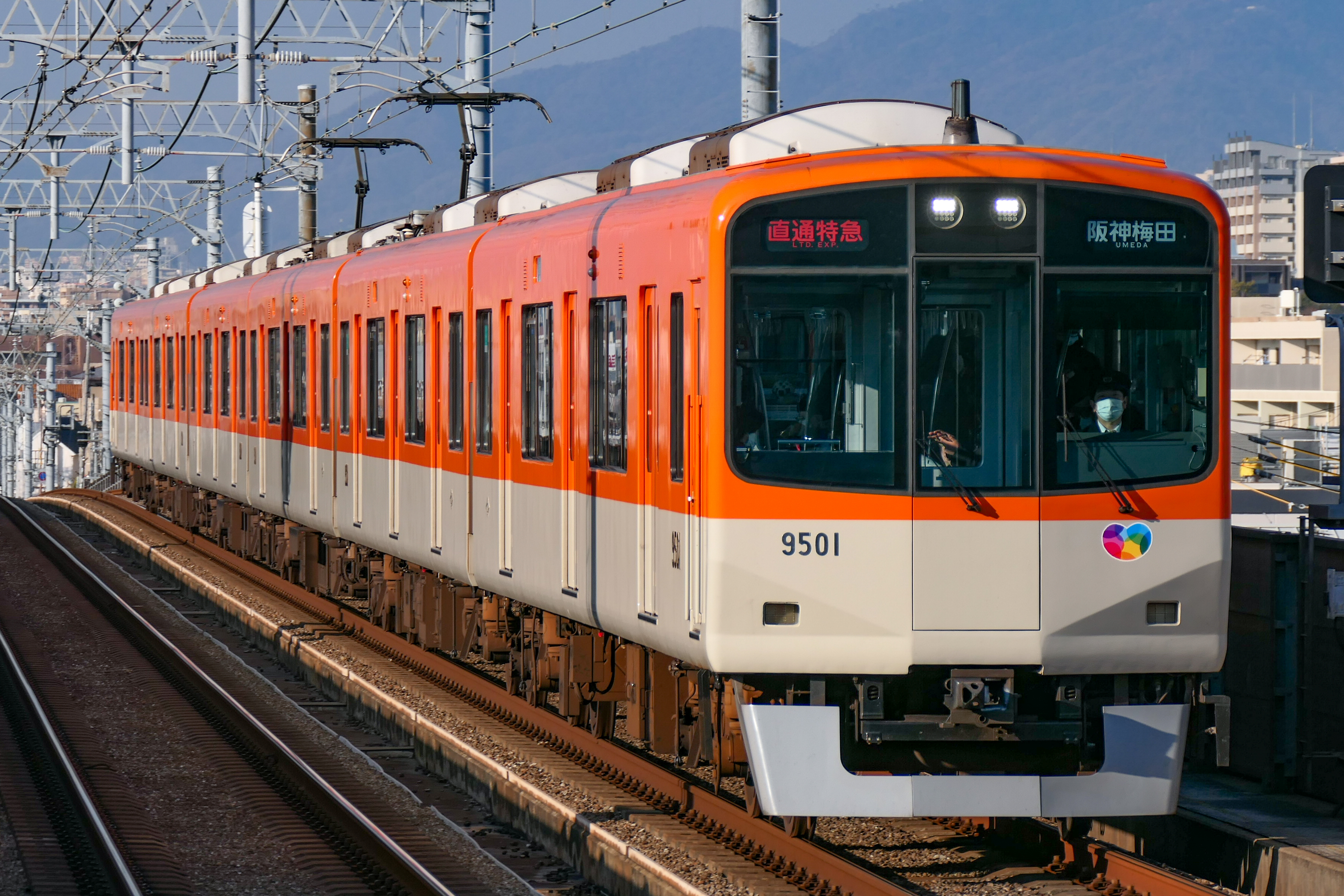
9300계
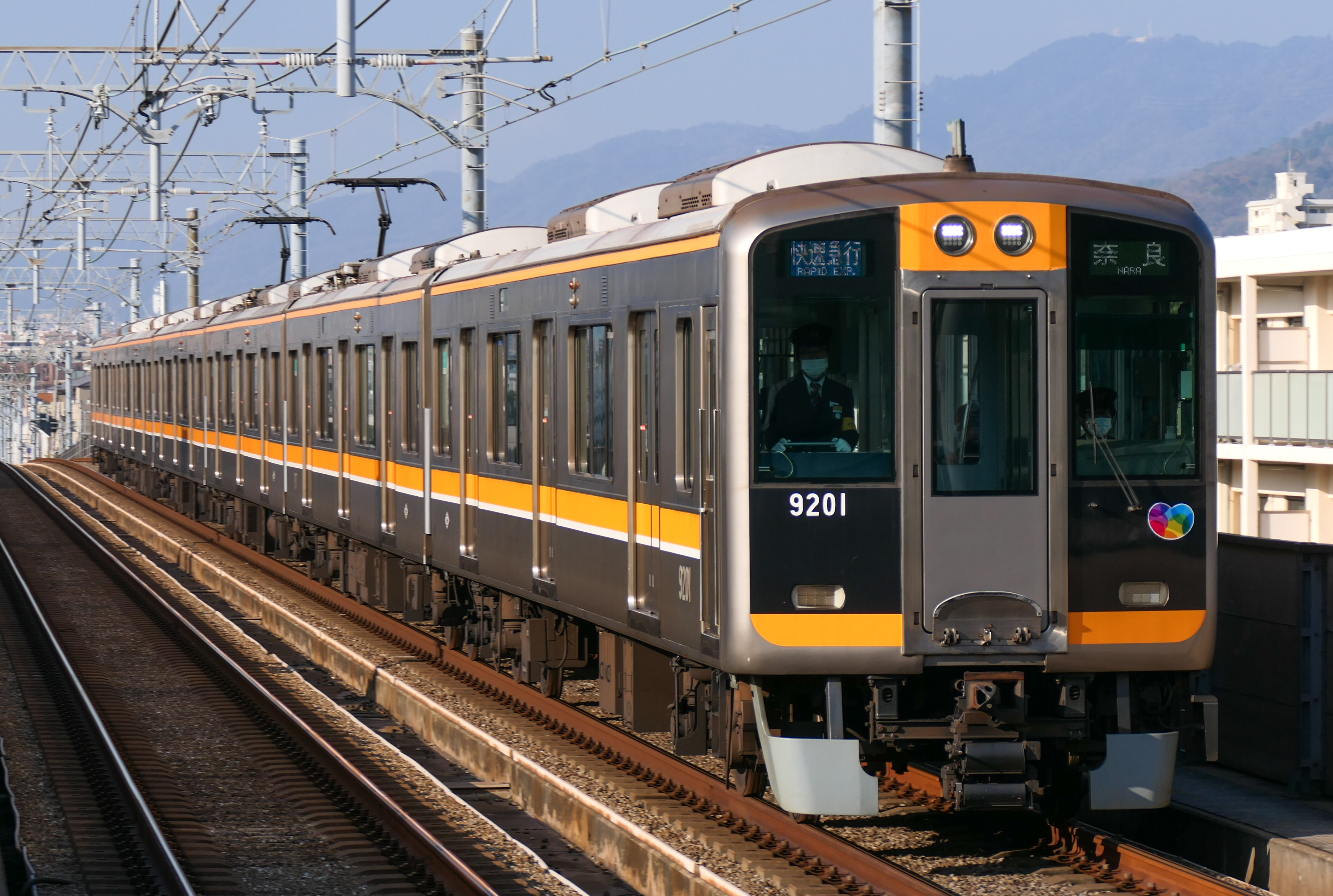
9000계
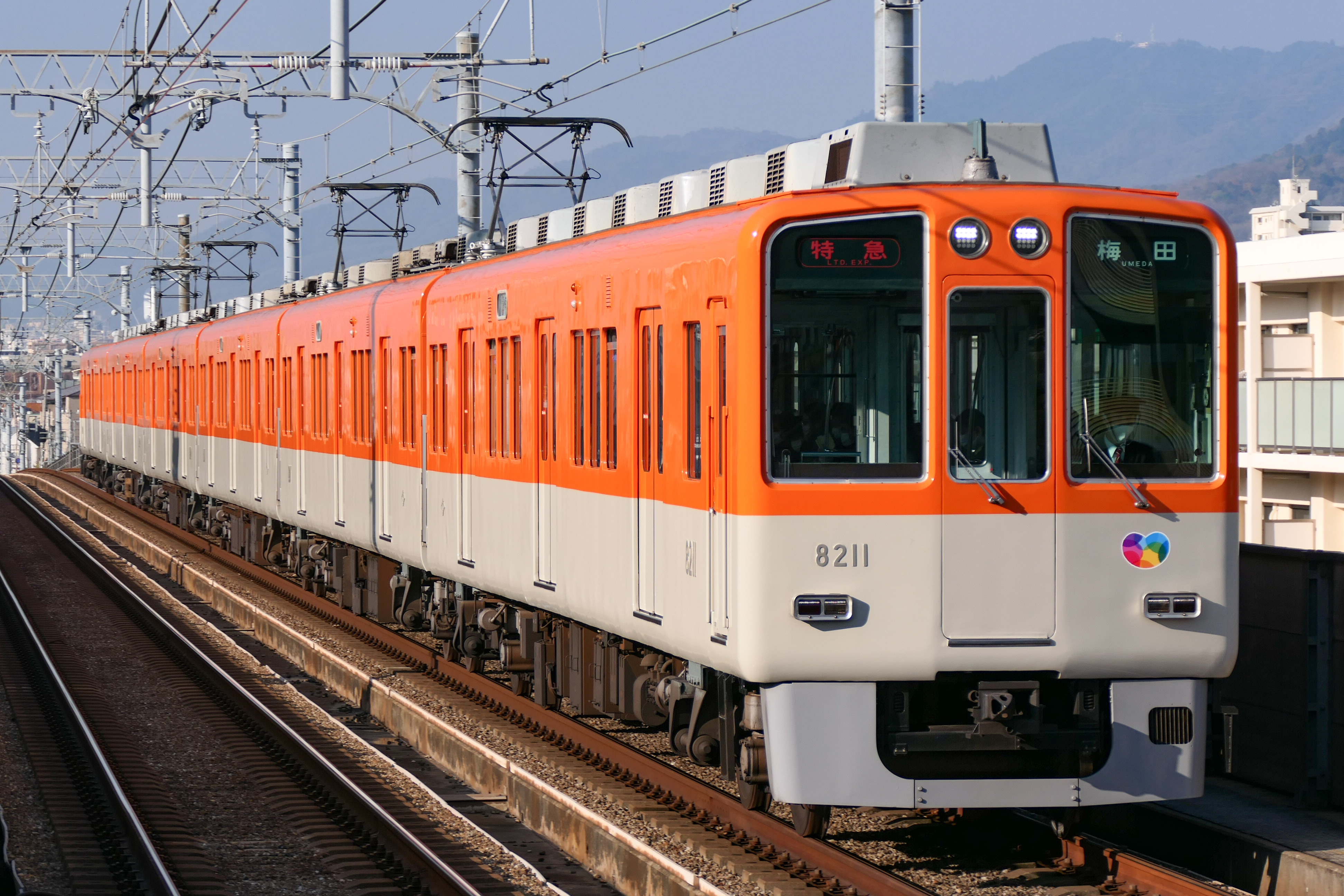
8000계

### 무고가와선

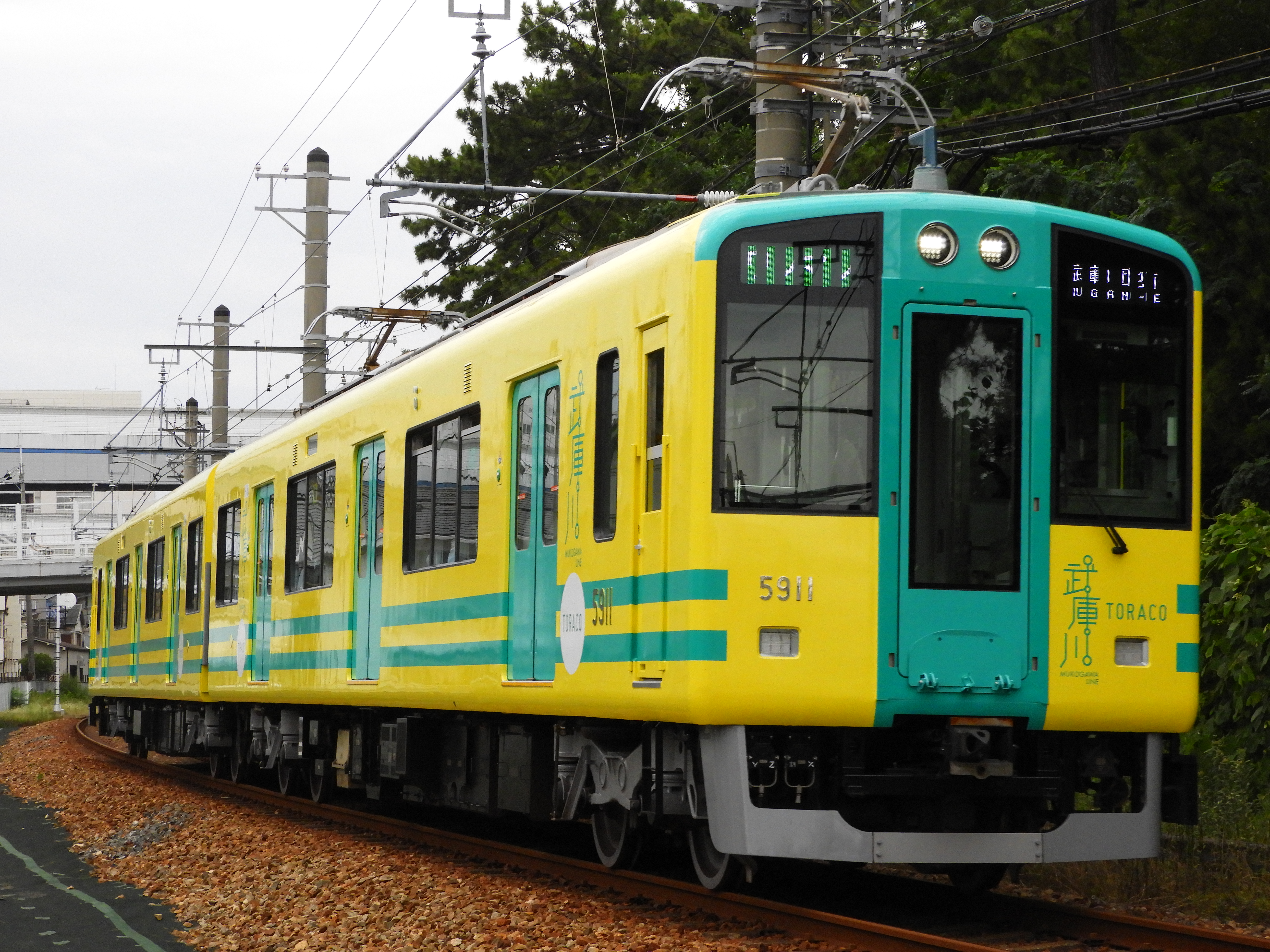
5500계

- 5500계

## 차량 기지
- 한신 전기 철도 아마가사키 공장
- 한신 전기 철도 이시야가와 차고

## 운임·승차권
일반 여객 운임 (어린이는 10엔 미만 반올림)
| 킬로 정도 | 어른 운임 | 어린이 운임 |
| --------- | --------- | ----------- |
| 1 - 4     | 160       | 80          |
| 5 - 8     | 200       | 100         |
| 9 - 13    | 250       | 130         |
| 14 - 18   | 280       | 140         |
| 19 - 24   | 300       | 150         |
| 25 - 30   | 320       | 160         |
| 31 - 34   | 330       | 170         |

### IC 승차 카드
- ICOCA - JR 서일본 선불식 IC 승차 카드. 2006년부터 한신 전철선에서도 이용 가능. 2019년 3월 1일에는 한신의 역에서도 정기권을 포함해 발매 개시. 또한, 긴테쓰 관리의 오사카 난바역과 산요 관리의 니시요역에서는 그 이전부터 발매되고 있다.
- PiTaPa
- STACIA카드 - 한큐 한신 그룹 발행 PiTaPa 카드

### QR코드 승차권
2024년 6월부터 QR코드 승차권 서비스가 시작될 예정이다. 또한 이에 따라 2025년 3월 말까지 모든 역에서 자동 개찰기를 QR코드에 대응하는 개찰기로 갱신할 예정이며, 2023년 12월 시점에서 고시엔역과 아마가사키역의 모든 개찰기가 갱신 되었습니다.

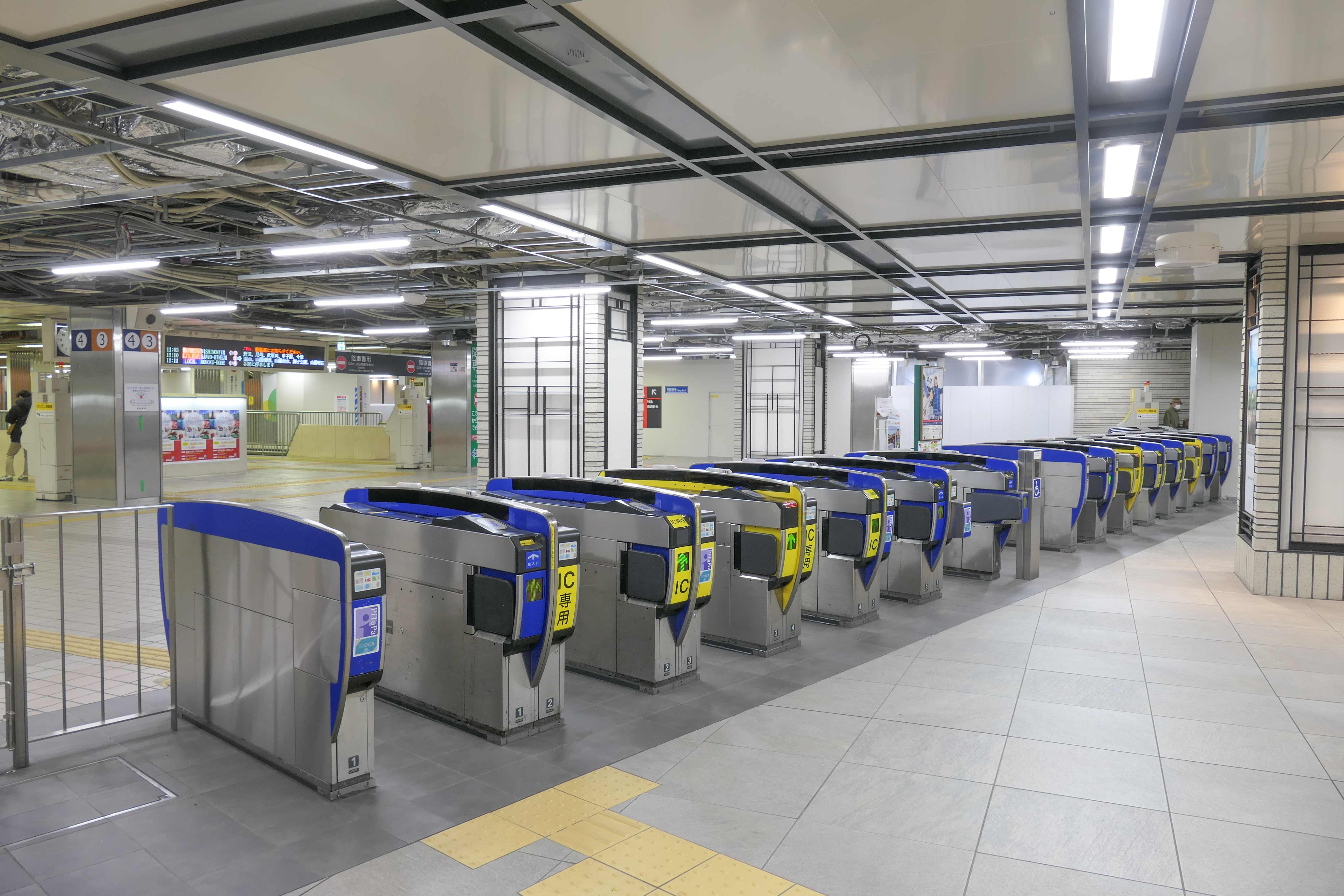
갱신 전 개찰기
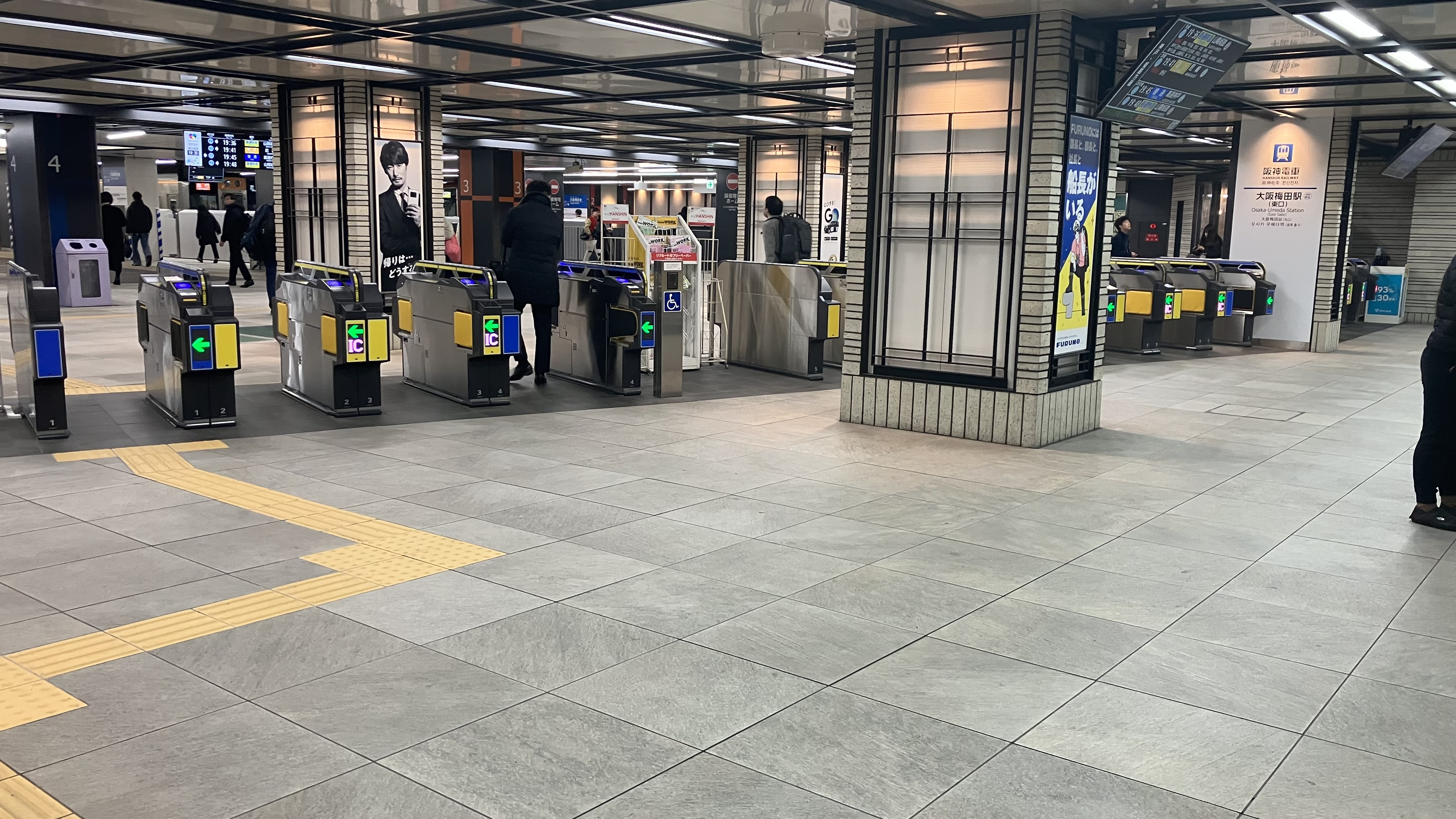
갱신 후 개찰기
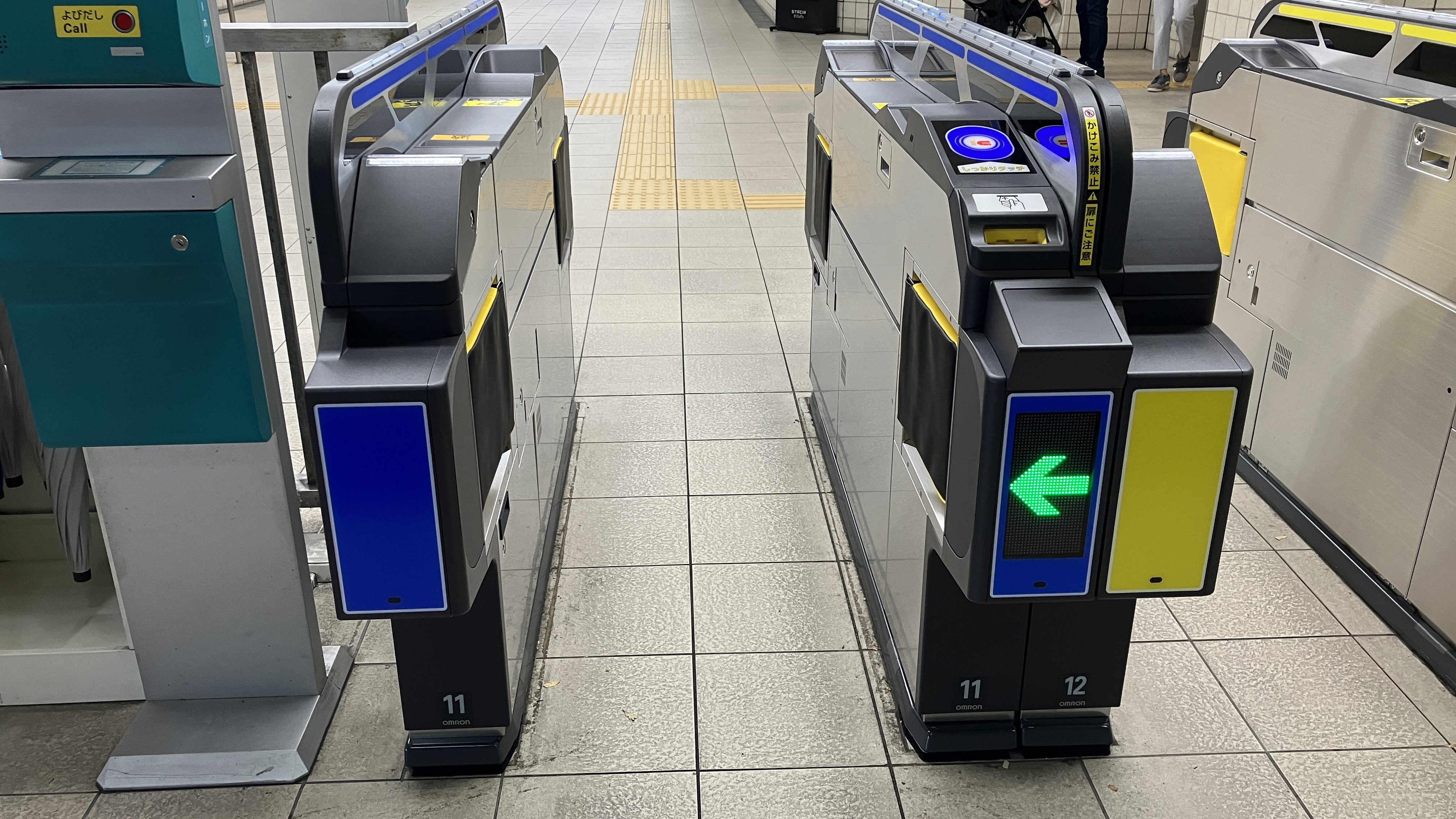
화살표 위쪽에 QR 코드를 읽을 수 있는 부분이 있다. 서비스가 시작될 때까지 QR 코드 기능을 사용할 수 없습니다.